# 20-й км (Пермский край)
20-й км (20 км) — посёлок в Пермском крае России. Входит в Губахинский муниципальный округ.

## География
Находится на западном склоне Уральских гор.
Географическое положение
Посёлок расположен примерно в 12 километрах на восток по прямой линии от города Губаха, в 40 километрах по дороге. В 2 километрах на юг лежит посёлок Широковский.
Климат
континентальный.
— средняя температура самого холодного месяца — 17,8ºС;
— средняя максимальная температура самого жаркого месяца +22,9ºС; — количество осадков за год: 903 мм;
— средняя годовая температура около 0ºС;
— наиболее холодный месяц — январь со средней температурой от −20 до −25ºС;
— наиболее жаркий месяц — июль, средняя температура составляет до +25ºС;
— продолжительность безморозного периода 80-90 дней, вегетационного — 100 дней;
— продолжительность снежного покрова 182—200 дней, годовое количество осадков 400—600 мм.
Уникальным климатическим феноменом является бора — порывистый и холодный штормовой ветер, дующий с юго-востока. Ураганный ветер начинается через 8-10 часов после начала стока холодного воздуха, накапливающегося перед хребтом Белый Спой в долине реки Косьвы. При боре скорость ветра может достигать 32-40 м/с.

## История
Основан посёлок как лагпункт Кизеллага предположительно в 30-х или 40-х годах. Ныне в посёлке функционирует учреждение ФКУ ИК-12 ОУХД ГУФСИН России по Пермскому краю, чей адрес, однако, относит его к лежащему южнее поселку Широковский. Старое название колонии строгого режима УТ-389/12.
С 2004 до 2012 гг. посёлок входил в Широковское сельское поселение Губахинского района, с 2012 до 2022 гг. — в Губахинский городской округ.

## Население
| 2010 | 2021  |
| ---- | ----- |
| 231  | ↗1631 |

Постоянное население поселка было 580 человек, русских 79 % (2002), 231 (2010), 191 (2015).). В связи с адресом колонии ИК-12 заключенные, видимо, относятся к населению поселка Широковский.